# Abenteuer Medien Verlag
Der Abenteuer Medien Verlag ist ein Zeitschriftenverlag mit Sitz in Hamburg, der ein Magazin mit phantastischen Inhalten publiziert. Inhaber ist Jürgen Pirner.
Von 1993 bis 2016 gab der Verlag das Magazin Nautilus – Abenteuer & Phantastik heraus, das die Bereiche Phantastik, Fantasy, Science Fiction, Mystery, Horror, Thriller und Abenteuer abdeckt und sich vor allem an Film- und Fantasy-Fans richtete.
Von 1995 bis 2010 gab der Verlag außerdem das Magazin Kartefakt heraus, das sich speziell mit Sammelkartenspielen, insbesondere Magic: The Gathering, und sammelbaren Miniaturenspielen befasste.
In den Jahren 1996 und 1997 veranstaltete der Verlag die Sammelkartenspiele-Convention Hamburg Untapped, die später als Teilveranstaltung des NordCons stattfand.